# Elecciones generales de las Islas Turcas y Caicos de 2021
Las elecciones generales de las Islas Turcas y Caicos de 2021 se realizaron en dicho territorio el 19 de febrero de 2021.

## Sistema electoral
La Cámara de la Asamblea tiene 21 miembros: 15 miembros electos, cuatro miembros designados y dos miembros ex officio.
Los 15 miembros electos fueron elegidos por dos métodos; diez fueron elegidos de distritos electorales de un solo miembro, y cinco fueron elegidos en el territorio nacional en calidad de distrito único pudiéndose votar hasta por cinco candidatos a nivel nacional.
Los cuatro miembros designados incluyen uno designado por el primer ministro, uno designado por el líder de la oposición y dos miembros designados por el gobernador. Además, el fiscal general y el portavoz de la Asamblea son miembros ex officio.

## Resultados
|                             |                                 |                             |                     |                     |                     |                     |                     |                     |       |             |  |  |  |  |
| Partidos                    | Partidos                        | Partidos                    | Distritos           | Distritos           | Distritos           | Territorio nacional | Territorio nacional | Territorio nacional | Total | +/-         |  |  |  |  |
| Partidos                    | Partidos                        | Partidos                    | Votos               | %                   | Escaños             | Votos               | %                   | Escaños             | Total | +/-         |  |  |  |  |
|                             | Partido Nacional Progresista    | PNP                         | 3 572               | 55.29               | 9                   | 17 111              | 56.34               | 5                   | 14    | 9           |  |  |  |  |
|                             | Movimiento Democrático Popular  | PDM                         | 2 888               | 44.71               | 1                   | 12 082              | 39.78               | 0                   | 1     | 9           |  |  |  |  |
|                             | Alianza Progresista Democrática | PDA                         |                     |                     |                     | 89                  | 0.29                | 0                   | 0     | Sin cambios |  |  |  |  |
|                             | Independientes                  | Ind                         | 1 090               | 3.59                | 0                   | 0                   | Sin cambios         |                     |       |             |  |  |  |  |
|                             | Miembros designados             | Miembros designados         | Miembros designados | Miembros designados | Miembros designados | Miembros designados | Miembros designados | Miembros designados | 4     | Sin cambios |  |  |  |  |
|                             | Miembros ex officio             | Miembros ex officio         | Miembros ex officio | Miembros ex officio | Miembros ex officio | Miembros ex officio | Miembros ex officio | Miembros ex officio | 2     | Sin cambios |  |  |  |  |
|                             |                                 |                             |                     |                     |                     |                     |                     |                     |       |             |  |  |  |  |
| Votos emitidos              | Votos emitidos                  | Votos emitidos              | 6 460               | 100.00              |                     | 30 372              | 100.00              |                     |       |             |  |  |  |  |
| Votos en blanco e inválidos | Votos en blanco e inválidos     | Votos en blanco e inválidos | 0                   | 0,00                | 0                   | 0,00                |                     |                     |       |             |  |  |  |  |
| Total                       | Total                           | Total                       | 6 460               | 100                 | 10                  | 30 372              | 100                 | 5                   | 21    | Sin cambios |  |  |  |  |
| Abstenciones                | Abstenciones                    | Abstenciones                | 2 121               | 23.26               |                     |                     |                     |                     |       |             |  |  |  |  |
| Registrados / participación | Registrados / participación     | Registrados / participación | 8 581               | 75.28               |                     |                     |                     |                     |       |             |  |  |  |  |